# Léla Karayiánni
Eléni « Léla » Karayiánni (grec moderne : Ελένη «Λέλα» Καραγιάννη ; 1898-1944) est une cheffe de la résistance grecque au cours de Seconde Guerre mondiale. Femme d'un pharmacien de l'Attique et mère de sept enfants, Karagianni coordonne les cellules de résistance grecques et leurs activités contre l'Occupation de la Grèce. Capturée et torturée par les Allemands en 1944, Karayiánni est envoyée au Camp de concentration de Chaïdári, où elle continue d'organiser une résistance contre les Allemands. Elle est exécutée par un peloton d'exécution le 8 septembre 1944.

## Biographie
Avant la Seconde Guerre mondiale, Karayiánni est une femme au foyer à Athènes. Son mari est pharmacien, et le couple a ensemble sept enfants. Lorsque les puissances de l'Axe envahissent et occupent la Grèce en 1940, les Karayiánni fournissent des médicaments aux soldats Britanniques en retraite et plus tard les aident à s'échapper du pays. L'Occupation continuant, le couple augmente son implication dans l'essor du mouvement de résistance contre l'occupant italien à Athènes ; ce qui a finalement aboutit à ce que le couple et leur fils le plus âgé rejoignent la Ligue nationale démocratique grecque, communément connu comme l'EDES. Karayiánni forme sa propre cellule sous le nom de code « Bouboulina », en référence à Laskarina Bouboulina, une femme capitaine grecque qui lutta contre l'Empire Ottoman pendant la Guerre d'indépendance grecque,.
Karayiánni et ses collègues partisans opèrent depuis la pharmacie de son mari à Athènes et d'un monastère à Mégare. La cellule distribue des informations à d'autres cellules, transportent des personnes recherchées dans des zones contrôlées par les partisans grecs, et font des documents falsifiés en coordination avec le renseignement militaire Britanniques,.
En juillet 1944, Karayiánni est arrêtée à Athènes par les forces d'occupation allemandes. Elle est prise par la Waffen-SS, emmenée au siège de Merlin St, connus par certains prisonniers grecs comme « la maison de l'Enfer ». Là, elle est torturée pendant plusieurs jours avant d'être envoyée au Camp de concentration de Chaïdári à l'extérieur d'Athènes. En captivité, elle continue de coordonner des actes de résistance contre les Allemands. Cependant, elle et d'autres membres de la résistance sont exécutés par un peloton d'exécution dans la matinée du 8 septembre 1944, un peu plus d'un mois avant la libération d'Athènes par les forces Alliées.

### Héritage
Après la guerre, Léla Karayiánni et sa famille (son mari, ses filles et fils survivent à la guerre) sont honorés pour leurs efforts durant le conflit. Un buste de Karayiánni est commandé par l'Union des femmes scientifiques grecques en 1963. En 2011, elle est reconnue comme Juste parmi les nations.